# Przecięcie prostej ze sferą

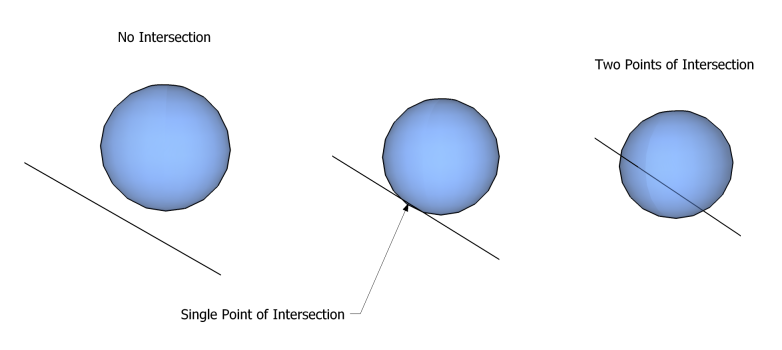
Trzy możliwe przypadki:
1) Brak przecięcia,
2) Przecięcie w jednym punkcie,
3) Przecięcie w dwóch punktach.

W geometrii analitycznej prosta i sfera mogą mieć część wspólną w dokładnie jednym punkcie, dwóch punktach bądź wcale. Metody rozróżniania tych przypadków i ustalania punktów przecięcia są używane jako algorytm wykonywany wielokrotnie podczas operacji śledzenia promieni.

## Obliczanie z użyciem wektorów
W zapisie wektorowym równania wyglądają w następujący sposób:
Równanie sfery:
{\displaystyle \|\mathbf {x} -\mathbf {c} \|^{2}=r^{2},}
gdzie:
{\displaystyle \mathbf {c} } – środek,
{\displaystyle r} – promień,
{\displaystyle \mathbf {x} } – punkty na sferze.
Równanie prostej zaczynającej się w {\displaystyle \mathbf {o} {:}}
{\displaystyle \mathbf {x} =\mathbf {o} +d\mathbf {l} ,}
gdzie:
{\displaystyle d} – parametr odległości wzdłuż prostej od punktu początkowego,
{\displaystyle \mathbf {l} } – kierunek prostej (wektor jednostkowy),
{\displaystyle \mathbf {o} } – punkt początkowy,
{\displaystyle \mathbf {x} } – punkty na prostej.
Szukając punktów wspólnych, należy połączyć ze sobą równania i rozwiązać dla {\displaystyle d{:}}
Równania po podstawieniu
{\displaystyle \|\mathbf {o} +d\mathbf {l} -\mathbf {c} \|^{2}=r^{2}\Leftrightarrow (\mathbf {o} +d\mathbf {l} -\mathbf {c} )\cdot (\mathbf {o} +d\mathbf {l} -\mathbf {c} )=r^{2}.}
Rozszerzając
{\displaystyle d^{2}(\mathbf {l} \cdot \mathbf {l} )+2d(\mathbf {l} \cdot (\mathbf {o} -\mathbf {c} ))+(\mathbf {o} -\mathbf {c} )\cdot (\mathbf {o} -\mathbf {c} )=r^{2}.}
Po przestawieniu
{\displaystyle d^{2}(\mathbf {l} \cdot \mathbf {l} )+2d(\mathbf {l} \cdot (\mathbf {o} -\mathbf {c} ))+(\mathbf {o} -\mathbf {c} )\cdot (\mathbf {o} -\mathbf {c} )-r^{2}=0.}
Otrzymuje się równanie kwadratowe
{\displaystyle ad^{2}+bd+c=0,}
gdzie:
{\displaystyle a=\mathbf {l} \cdot \mathbf {l} =\|\mathbf {l} \|^{2},}
{\displaystyle b=2(\mathbf {l} \cdot (\mathbf {o} -\mathbf {c} )),}
{\displaystyle c=(\mathbf {o} -\mathbf {c} )\cdot (\mathbf {o} -\mathbf {c} )-r^{2}=\|\mathbf {o} -\mathbf {c} \|^{2}-r^{2}.}
Upraszczając
{\displaystyle d={\frac {-2(\mathbf {l} \cdot (\mathbf {o} -\mathbf {c} ))\pm {\sqrt {(2\left(\mathbf {l} \cdot (\mathbf {o} -\mathbf {c} ))\right)^{2}-4\|\mathbf {l} \|^{2}(\|\mathbf {o} -\mathbf {c} \|^{2}-r^{2})}}}{2\|\mathbf {l} \|^{2}}}}
{\displaystyle \mathbf {l} } jest wektorem jednostkowym, a {\displaystyle \|\mathbf {l} \|^{2}=1.} W związku z tym równanie można uprościć do
{\displaystyle d=-(\mathbf {l} \cdot (\mathbf {o} -\mathbf {c} ))\pm {\sqrt {(\mathbf {l} \cdot (\mathbf {o} -\mathbf {c} ))^{2}-\|\mathbf {o} -\mathbf {c} \|^{2}+r^{2}}}.}
- Jeśli wartość pod pierwiastkiem {\displaystyle ((\mathbf {l} \cdot (\mathbf {o} -\mathbf {c} ))^{2}-\|\mathbf {o} -\mathbf {c} \|^{2}+r^{2})} jest mniejsza niż zero, rozwiązanie nie istnieje i prosta nie przecina sfery (przypadek 1).
- Jeśli jest to zero, istnieje jedno rozwiązanie i prosta przecina sferę w jednym punkcie (przypadek 2).
- Jeśli jest większa niż zero, istnieją dwa rozwiązania i prosta przecina sferę w dwóch punktach (przypadek 3).